# Amphimedon cristata
Amphimedon cristata es una especie de esponja (Demospongiae) del género Amphimedon, familia Niphatidae. El cuerpo de la esponja está formado por espículas, guijarros y fibras esponjosas; es capaz de absorber mucha agua. La especie se encuentra en el área de Papúa Nueva Guinea. Fue descrito por Pulitzer-Finali en 1996.